# Муравьёв, Михаил Артемьевич
Михаил Артемьевич Муравьёв (13 [25] сентября 1880 или 13 сентября 1880, Бурдуково, Костромская губерния — 11 июля 1918, Симбирск) — офицер Русской императорской армии, революционер (левый эсер), командир отрядов Красной гвардии и соединений Красной армии РСФСР.

## Биография
Из крестьян Костромской губернии, православного вероисповедания.
Учился в Костромской духовной семинарии.

### Служба в Русской императорской армии
В июле 1898 года поступил на военную службу юнкером Казанского пехотного юнкерского училища, выдержав при Первом кадетском корпусе (С.-Петербург) экзамен по программе вольноопределяющегося 2-го разряда. В 1900 году окончил по 1-му разряду курс наук в училище и был выпущен подпрапорщиком в  1-й пехотный Невский полк (г. Рославль Смоленской губернии). В октябре 1901 произведен из подпрапорщиков в подпоручики со старшинством с 01.09.1901. В том же году отличился на учениях, взяв в плен командующего войсками условного противника А. Н. Куропаткина.

#### Русско-японская война
Участник русско-японской войны. В январе 1905 года был переведен в 122-й пехотный Тамбовский полк, в составе которого принимал участие в боевых действиях. В бою 20 февраля 1905 года, командуя ротой, был тяжело ранен пулемётной пулей в лицо (под правый глаз навылет) и эвакуирован вглубь России. В июне 1905 года, вопреки заключению врачебной комиссии, вернулся в полк в Маньчжурию.
После войны, в декабре 1905 года, произведен в поручики, Высочайшим приказом от 15 января 1906 года переведен обратно в 1-й пехотный Невский полк, в списках которого значился до октября 1914 года. 1 ноября 1909 года был произведен в штабс-капитаны (со старшинством с 01.09.1909), 6 декабря 1913 — в капитаны (со старшинством с 01.09.1913).
В 1909—1914 годах был прикомандирован к Казанскому военному училищу, служил в училище на должности младшего офицера.
Был женат на дочери командира резервного Скопинского пехотного полка, имел дочь 1909 года рождения.

#### Первая мировая война
В начале Первой мировой войны Высочайшим приказом от 10 октября 1914 года переведен в 12-й гренадерский Астраханский полк, в составе которого принимал участие в боевых действиях. 18 ноября 1914 года, в бою под Краковом, командуя ротой, был тяжело ранен разрывом снаряда и эвакуирован в Петроград.
После излечения, с 17 июля 1915 года, назначен ротным командиром во 2-ю Одесскую школу подготовки прапорщиков пехоты (оставаясь в списках полка до конца 1917 года).

#### Февральская революция
Во время Февральской революции 1917 года находился в Одессе. В марте попытался сместить одесского губернатора М. И. Эбелова как «недостаточно революционного и кадетского».
В мае 1917 на 1-м съезде фронтовиков Юго-Западного фронта (г. Каменец-Подольский) выступил с инициативой создания добровольческих ударных частей. В Петрограде возглавил оргбюро Всероссийского центрального комитета для вербовки волонтёров в ударные части (также — председатель Центрального исполкома по формированию революционной армии из добровольцев тыла для продолжения войны с Германией), вёл работу по формированию добровольческих ударных батальонов. На этом поприще Муравьёву удалось сформировать до ста «батальонов смерти» и несколько женских батальонов. Был замечен А. Ф. Керенским и назначен начальником охраны Временного правительства.
Приказом по Армии и Флоту Временного Правительства от 19.09.1917 «за отлично-усердную службу и труды, понесённые во время военных действий», произведен в подполковники.
После поражения Корниловского выступления разорвал дальнейшие отношения со Временным правительством и примкнул к левым эсерам, активно критиковавшим Керенского слева. Историк Юрий Фельштинский подчёркивает, что Муравьёв, сам себя считая левым эсером, формально в ПЛСР так и не вступил; однако сам Муравьев в обращении «ко всем газетам» в ноябре 1917 года заявлял: «в партию [социал-революционеров] я официально вошел только в дни первой революции и считал и считаю себя в настоящее время левым социалистом-революционером».

### Служба в Красной гвардии и Красной армии РСФСР

#### Октябрьская революция
После Октябрьской революции 1917 года предложил свои услуги Советскому правительству. Уже через два дня после восстания в Петрограде Муравьёв встретился со Я. М. Свердловым и с В. И. Лениным, после чего был уполномочен организовать борьбу с мародёрами, грабившими петроградские винные лавки.
С 27 октября (9 ноября) — член штаба Петроградского ВРК, с 28 октября — начальник обороны Петрограда, 29 октября был назначен главнокомандующим войсками Петроградского военного округа, с 30 октября — командующий войсками, действовавшими против войск Керенского — Краснова.
8 (21) ноября заявил о сложении своих полномочий в связи с отзывом левыми эсерами своих представителей с ответственных государственных постов.

#### На территории Украины и на Румынском фронте
6 (19) декабря 1917 года СНК РСФСР образовал Южный революционный фронт по борьбе с контрреволюцией. Главнокомандующим войсками фронта был назначен В. А. Антонов-Овсеенко.
9 (22) декабря Муравьёв был назначен начальником штаба Антонова-Овсеенко. Совместно с командующим войсками Московского военного округа Мураловым формировал в Москве отряды Красной гвардии для отправки на Дон против войск атамана Каледина. Один из изобретателей тактики «эшелонной войны».
После того как Южная группа войск вступила в Харьков, где съезд Советов провозгласил советскую власть на Украине, Антонов-Овсеенко передал командование войсками, действовавшими на Украине, Муравьёву, а сам возглавил борьбу против казачьих войск Дона.
4 (17) января 1918 года советское правительство Украины официально объявило войну Центральной Раде. 5 (18) января Антонов-Овсеенко издал директиву об общем наступлении советских войск против Центральной Рады. Главный удар решено было нанести от Харькова на Полтаву при дальнейшем движении на Киев совместно с большевизированными частями бывшей Русской императорской армии, которые угрожали Киеву с разных сторон, в том числе частями распавшегося Юго-Западного фронта. Общее руководство операцией было возложено на начальника штаба Южной группы войск Муравьёва.
6 (19) января года войска Муравьёва вошли в Полтаву. По утверждению В. А. Савченко, при занятии Полтавы Муравьёв приказал расстрелять 98 юнкеров и офицеров Виленского военного училища, эвакуированного в Полтаву в 1915 году.
Через четыре дня после подавления войсками Центральной Рады Январского восстания в Киеве войска Муравьёва вошли в Киев и установили режим террора. При штурме города был проведён массовый артобстрел (до пятнадцати тысяч снарядов), в результате которого был разрушен доходный дом М. С. Грушевского. Перед началом самого же штурма Муравьёв 4 февраля отдал своим войскам приказ: «войскам обеих армий приказываю беспощадно уничтожить в Киеве всех офицеров и юнкеров, «гайдамаков», монархистов и врагов революции».
Сам же Муравьёв наложил на киевскую «буржуазию» контрибуцию в пять миллионов рублей на содержание советских войск. По сведениям украинского Красного Креста, в первые дни после установления власти Муравьёва в Киеве было убито до пяти тысяч человек, из них — до трёх тысяч офицеров бывшей Русской императорской армии. Это была одна из крупнейших, если не самая крупная за всю Гражданскую войну, одномоментная расправа над русским офицерством. Впрочем, очевидец событий М. С. Грушевский указывает, что цифра в пять тысяч жертв преувеличена, более осторожные расчёты показывают, что жертв было около двух тысяч.
27 января (9 февраля) Муравьёв направил рапорт В. А. Антонову-Овсеенко и В. И. Ленину о взятии Киева:
Сообщаю, дорогой Владимир Ильич, что порядок в Киеве восстановлен, революционная власть в лице Народного секретариата, прибывшего из Харькова Совета рабочих и крестьянских депутатов и Военно-революционного комитета работает энергично. Разоруженный город приходит понемногу в нормальное состояние, как до бомбардировки… Я приказал частям 7-й армии перерезать путь отступления — остатки Рады пробираются в Австрию. У меня были представители держав Англии, Франции, Чехии, Сербии, которые все заявили мне, как представителю советской власти, полную лояльность… Я приказал артиллерии бить по высотным и богатым дворцам, по церквям и попам… Я сжег большой дом Грушевского, и он на протяжении трех суток пылал ярким пламенем…
Исследователь Савченко В. А. сопровождает это высказывание Муравьёва следующим замечанием: «Муравьёв явно прихвастнул, говоря о своей международной деятельности, тем более что державы Чехия на февраль 1918 года просто не существовало, а Сербия была полностью оккупирована австрийскими войсками».
Будучи сторонником лозунга «Россия единая, великая и неделимая», Муравьёв был ярым противником «украинизации», а «украинцев» считал «предателями-мазепинцами» и «австрийскими шпионами». Войска Муравьёва проводили массовые репрессии против украинской интеллигенции, офицеров, буржуазии. Говорить на улицах на украинском языке стало опасно. По улицам ездил броневик с лозунгом «Смерть украинцам!». Правительство Украинской Народной Республики Советов, — переехавший из Харькова в Киев большевистский Народный секретариат Украины потребовал от Москвы удаления Муравьёва из Украины: киевляне видели в нём «вожака бандитов».
По утверждению Савченко В. А., не подкреплённому документально, после взятия Киева войска Муравьёва якобы начали разбегаться, сократившись с пятнадцати тысяч штыков до трёх с половиной, затем до двух, а «2-й гвардейский корпус «самодемобилизовался» в полном составе, не оставив советским командирам ни одного бойца».

14 февраля Муравьёв был назначен командующим Румынским фронтом, получив задачу выступить против румынских войск, стремившихся захватить Бессарабию и Приднестровье. В своей телеграмме Ленин потребовал от Муравьёва: «Действуйте как можно энергичнее на Румынском фронте». В ответ Муравьёв сообщил:
Положение чрезвычайно серьёзное. Войска бывшего фронта дезорганизованы, в действительности фронта нет, остались только штабы, место нахождения которых не выяснено. Надежда только на подкрепления извне. Одесский пролетариат дезорганизован и политически неграмотный. Не обращая внимания на то, что враг приближается к Одессе, они не думают волноваться. Отношение к делу очень холодное — специфически одесское.
Прибыв с 3-х тысячным красногвардейским отрядом в район Одессы, Муравьёв самовольно наложил на одесскую «буржуазию» контрибуцию в десять миллионов рублей, объявил город на военном положении, приказав уничтожить все винные склады, разогнал городскую думу. Вместо десяти миллионов удалось собрать только два, после чего приказал изъять все поголовно деньги из банков и из касс всех предприятий, включая даже те, что предназначались для выплаты зарплат рабочим.
Севернее Днестра руководимые Муравьёвым красногвардейские части 23 февраля 1918 года нанесли румынам жестокое поражение у Рыбницы (в ста верстах северо-восточнее Кишинёва), захватив при этом до сорока орудий. Успешные бои продолжались шесть дней. Румыны были также разбиты в районе Слободзеи, на линии Резина — Шолданешты и получили чувствительный удар в районе Кицкан. К 2 марта 1918 года войска Муравьёва окончательно отбили попытки румын закрепиться в Приднестровье. У румынской армии было захвачено пятнадцать орудий и большое количество стрелкового оружия, в плен попало пятьсот румынских солдат. Разгром у Рыбницы показал неспособность румынской армии к серьезным боевым действиям.
5-7 марта 1918 Особая Одесская (3-я революционная) армия отбила у наступавших на Одессу австро-венгерских войск стратегически важный железнодорожный узел Бирзулу и несколько дней удерживала его.
9 марта главком Муравьёв учредил на подконтрольной территории военно-революционные трибуналы. Командовал войсками Одесской Советской республики до 12 марта, однако удержать город не смог. После оставления Одессы 11—12 марта, приказал сухопутным частям и кораблям военного флота Одесской советской республики «открыть огонь всеми пушками по буржуазной и национальной части города и разрушить её».
1 апреля 1918 года Муравьёв бросил свои войска, отступавшие в Крым и на Донбасс, и прибыл в Москву (по другой версии — в Москву был отозван командованием). Ленин, по инициативе Антонова-Овсеенко, предложил ему пост командующего Кавказской советской армией, однако местные большевики во главе с председателем Бакинского совнаркома С. Г. Шаумяном крайне резко выступили против подобной кандидатуры.
В середине апреля, параллельно с разгромом анархистов в Москве, Муравьёв был арестован по обвинению в злоупотреблении властью и связях с анархистами, но в мае был освобождён; следственная комиссия не подтвердила обвинение, и постановлением Президиума ВЦИК от 9 июня 1918 дело «за отсутствием состава преступления» было прекращено.

#### На Восточном фронте
13 июня 1918 года Муравьёв был назначен командующим Восточным фронтом. Германский посол граф В. фон Мирбах, желая мотивировать Муравьёва на борьбу с чехословацким корпусом, вручил ему взятку. Через месяц новый главком взбунтовался против большевиков. Кроме того, 1 июля посредник между германской миссией и командованием Восточного фронта был неожиданно арестован ВЧК.
Во время левоэсеровского восстания Ленин начал сомневаться в лояльности Муравьёва и приказал Реввоенсовету фронта тайно следить за его действиями: «Запротоколируйте заявление Муравьева о выходе из партии левых эсеров. Продолжайте внимательный контроль». Кроме того, Ленин запросил члена Реввоенсовета фронта Мехоношина К. А. о реакции главкома на известия из Москвы, на что Мехоношин ответил, что в ночь с 6 на 7 июля главком не спал, находился в штабе фронта и был в курсе всех событий, но «заверил [реввоенсовет фронта] в полной преданности Советской власти».

##### Мятеж и гибель
10 июля 1918 года Муравьёв поднял мятеж. До сих пор достоверно неизвестно, пошёл ли он на это по собственной инициативе или получив соответствующий приказ ЦК партии левых эсеров. Хотя советская историография прямо увязывает мятеж Муравьёва с левоэсеровским восстанием в Москве, исследователь В. А. Савченко считает, что Муравьёв поднял мятеж самостоятельно, получив известия из Москвы и опасаясь ареста из-за подозрений в нелояльности. Сам же Муравьёв во время событий заявлял, что он «действует самостоятельно, но ЦК [ПЛСР] обо всём знает». Историк Юрий Фельштинский подчёркивает, что достоверность этого заявления Муравьёва остаётся сомнительной, так как ЦК не мог знать о действиях Муравьёва.
В ночь с 9 на 10 июля Муравьёв, бросив штаб фронта в Казани, без ведома Реввоенсовета фронта погрузил два лояльных себе полка на пароходы и отбыл из города. Перед мятежом успел приказом по фронту перебросить из Симбирска в Бугульму местную коммунистическую дружину.
11 июля он с отрядом в тысячу человек прибыл на пароходе «Мезень» из штаба фронта, размещавшегося в Казани, в Симбирск, занял стратегические пункты города и арестовал руководящих советских работников (в том числе командующего 1-й армией М. Н. Тухачевского, а также зампреда губисполкома К. С. Шеленкевича, политкомиссара штаба Симбирской группы войск А. Л. Лаврова и других большевиков).
Выступил против заключённого Брестского мира с Германией, объявил себя «главкомом армии, действующей против Германии», телеграфировал в СНК РСФСР, германскому посольству в Москве и командованию Чехословацкого корпуса об объявлении войны Германии. Войскам фронта и Чехословацкому корпусу (с которым он до мятежа и должен был воевать) предписывалось двигаться к Волге и далее на запад для отпора германским войскам, якобы начавшим в это время наступление.
Выступил с инициативой создания так называемой Поволжской Советской Республики во главе с левыми эсерами Спиридоновой, Камковым и Карелиным. Планировал привлечь на свою сторону чехословаков и офицеров. На сторону Муравьёва перешли левые эсеры: командующий Симбирской группой войск и Симбирским укрепрайоном Клим Иванов и начальник Казанского укрепрайона Трофимовский.
Ленин и Троцкий в совместном правительственном обращении заявили, что «бывший главнокомандующий на чехо-словацком фронте, левый эсер Муравьев, объявляется изменником и врагом народа. Всякий честный гражданин обязан его застрелить на месте». Однако это обращение было опубликовано только 12 июля, когда сам Муравьёв уже был мёртв.
11 июля Муравьёв явился на заседание исполкома губернского Совета вместе с представителями левоэсеровской фракции, предложив отдать ему власть. На тот момент местные левые эсеры ещё не были удалены от власти и занимали посты военного, земельного и продовольственного губернских комиссаров.
К этому времени председателю губернского парткома большевиков И. М. Варейкису удалось тайно разместить вокруг здания латышских стрелков, бронеотряд и особый отряд ЧК. При этом сам Муравьёв безуспешно попытался заблокировать здание шестью броневиками.
Во время заседания из засады вышли красногвардейцы и чекисты, объявившие ему об аресте. Муравьёв оказал вооружённое сопротивление и был убит (по другим источникам — застрелился).
12 июля официальная газета ВЦИК «Известия» поместила правительственное сообщение «Об измене Муравьёва», в котором утверждалось, что, «видя полное крушение своего плана, Муравьёв покончил с собой выстрелом в висок».
После гибели Муравьёва среди комиссаров и красноармейцев широко распространились подозрения против вообще всех бывших царских офицеров. Кроме того, последствия мятежа оказались крайне тяжёлыми для фронта.
Как подчёркивает исследователь Б. В. Соколов, войска Восточного фронта были деморализованы и сбиты с толку сначала телеграммами главкома Муравьёва о мире с чехословаками и войне с Германией, а затем — об измене Муравьёва, и о продолжении войны с чехословаками. Подполковник В. О. Каппель принял решение воспользоваться моментом и нанести удар. Красная армия вскоре оставила Бугульму, Мелекесс и Симбирск, а в начале августа и Казань, где в руки чехословаков и Народной армии Комуча попала часть российского золотого запаса. В связи со сложившимся тяжёлым положением на фронте на станцию Свияжск вскоре после падения Казани лично прибыл наркомвоенмор Лев Троцкий.

## Оценки
По мнению историка Савченко В. А., Муравьев М. А. после русско-японской войны около пяти лет провёл за границей, в первую очередь — во Франции, где посещал Парижскую военную академию. В Париже на Муравьёва оказал влияние культ Наполеона.
Историк В. А. Савченко описывает Муравьёва как авантюриста, одержимого мечтой стать «красным Наполеоном». По его мнению, Муравьёв установил в Киеве и Одессе режим террора и грабежей, выигрывая при этом «только такие сражения, в которых его силы превосходили силы противника минимум в три раза». По мнению Юрия Фельштинского, «на Украине Муравьев и его армия прославились неслыханными грабежами мирного населения, террором и зверствами».
Существуют противоречивые данные о политической ориентации Муравьёва до революции. По одним источникам, он был черносотенцем, по другим — кадетом. По мнению Савченко В. А., в 1907 году, в эмиграции, Муравьёв подпал под влияние революционных идей и примкнул к эсеровской террористической группе Б. В. Савинкова.

Деятельность Муравьёва оставила в целом негативные воспоминания даже у самих большевиков. Тесно работавший с ним на Украине Антонов-Овсеенко назвал Муравьёва «смелым авантюристом и крайне слабым политиком», который выражался «высоким штилем», и «жил всегда в чаду». Едва не расстрелянный Муравьёвым, Тухачевский охарактеризовал его следующим образом:
Муравьев отличался бешеным честолюбием, замечательной личной храбростью и умением наэлектризовывать солдатские массы… Мысль «сделаться Наполеоном» преследовала его, и это определенно сквозило во всех его манерах, разговорах и поступках. Обстановки он не умел оценить. Его задачи бывали совершенно не жизненны. Управлять он не умел. Вмешивался в мелочи, командовал даже ротами. У красноармейцев он заискивал. Чтобы снискать к себе их любовь, он им безнаказанно разрешал грабить, применял самую бесстыдную демагогию и проч. Был чрезвычайно жесток. В общем, способности Муравьева во много раз уступали масштабу его притязаний. Это был себялюбивый авантюрист, и ничего больше.

Кроме того, председатель ВЧК Ф. Э. Дзержинский, в апреле 1918 года арестовывавший Муравьёва в Москве, в своих показаниях Следственному отделу Комиссариата публичных обвинений НКЮ по делу М.А. Муравьёва 5 мая 1918 г. показал:
О Муравьеве комиссия наша неоднократно получала сведения как о вредном Советской власти командующем. Обвинения сводились к тому, что худший враг не мог бы нам столько вреда принести, сколько он принёс своими кошмарными расправами, расстрелами, предоставлением солдатам права грабежа городов и сёл. Все это он проделывал от имени нашей советской власти, восстанавливая против нас все население. Грабеж и насилие — это была сознательная военная тактика, которая, давая нам мимолетный успех, несла в результате поражение и позор.

## Награды
ордена
- Святого Владимира 4-й степени с мечами и бантом (ВП от 17.02.1906, — «за отличия в делах против японцев»)
- Святой Анны 4-й степени с надписью «За храбрость» (утв. ВП от 03.12.1909)
- Святого Станислава 3-й степени (ВП от 06.12.1910)
- Святой Анны 3-й степени (ВП от 06.12.1913)
- Святого Станислава 2-й степени с мечами (ВП от 26.04.1915, — «за отличия в делах против неприятеля»[28])

медали
- «В память русско-японской войны» (1907)
- «В память 100-летия Отечественной войны 1812 года» (1912)
- «В память 300-летия царствования дома Романовых» (1913)

## Киновоплощение
- 1970 — «Семья Коцюбинских». В роли Михаила Муравьёва — Станислав Станкевич
- 1977 — "Пыль под солнцем". В роли Михаила Муравьёва — Пётр Вельяминов
- 2019 - "Круты 1918". В роли Муравьёва — Виталий Салий